# Stade Gerland
Stade de Gerland (eller bare Stade Gerland) er et stadion i Lyon i Rhône-Alpes-regionen i Frankrig, der bliver brugt til såvel fodbold som rugby. Stadionet er hjemmebane for Ligue 1-klubben Olympique Lyon. Det har plads til 41.044 tilskuere, og alle pladser er siddepladser.

## Historie
Stade Gerland blev indviet i 1926, og gennemgik en renovering op til VM i fodbold 1998, hvor stadionkapaciteten faktisk blev reduceret med ca. 10.000, da man ombyggede flere tribuner. Ved slutrunden lagde stadionet græs til 5 kampe, blandt andet kvartfinalen mellem Tyskland og Kroatien, der endte med en kroatisk 3-0 sejr.
Desuden har stadionet flere gange, når Frankrig har været vært, været benyttet. til VM-kampe i rugby.

## Eksterne links
- Stadionprofil

45°43′25.6″N 4°49′56.1″Ø / 45.723778°N 4.832250°Ø